# 路易十六纪念柱
路易十六纪念柱（Colonne Louis XVI）位于法国南特福煦元帅广场的中心。柱高28米，柱顶为路易十六雕像。

## 历史
纪念柱立于1790年，原为“自由柱”，高28米，柱顶雕像没有完成。复辟时期的1823年，奥地利雕塑家Dominique Molknecht负责雕刻雕像，同年落成。Molknecht还设计了南特的格拉斯兰剧院。